# Army of Noise
«Army of Noise» (укр. Армія шуму) — це третій сингл валлійського металкор-гурту Bullet for My Valentine з їх п'ятого студійного альбому «Venom». Продюсерами виступили Колін Річардсон та Карл Бовн.

## Про сингл
Прем'єра синглу відбулася 17 липня 2015. Також на цю пісню було презентовано концертний відеокліп, який вийшов 12 серпня, режисером виступив Джеймс Шеррок. Кліп команда відзняла протягом туру Північною Америкою під назвою «Summer's Last Stand», у який вони віправилися після виходу синглу, а саме 24 липня. З ними у цьому турі взяли участь Slipknot, Lamb of God та Motionless in White.

## Список композицій
| #  | Назва           | Тривалість |
| -- | --------------- | ---------- |
| 1. | «Army of Noise» | 4:18       |

## Учасники запису
Інформація про учасників запису запозичена з сайту AllMusic:
- Меттью Так — вокал, ритм-гітара
- Майкл Педжет — гітара, беквокал
- Джеймі Матіас — бас-гітара[6]
- Майкл Томас — барабани